# Sogo Bo
El Sogo Bo és un teatre de titelles característic de l'ètnia bozo i de la cultura bamana.
Molt vinculat amb els griots, aquest teatre és protagonitzat per animals i titelles antropomorfs, està dirigit als xiquets. La representació sol començar amb una dansa acompanyada per música dels animals. La música és predominantment rítmica, però també pot anar acompanyada de cants. A aquesta dansa la que segueix la representació dels titelles.
Darrere d'una tela es col·loca el grup d'actors que sostenen els titelles. Aquestes són bàsicament un pal de fusta, un extrem del qual està acabat en forma de cap humà que ha estat policromat i que és accionat per uns pals més fins als quals sovint van units els braços. A més, sovint el titella és instal·lat sobre una vara o pal més llarg que servix per portar-lo 
En cas que siga femení, sovint se li afegixen pits. El monyo és freqüentment també un afegitó, tant en el cas dels titelles masculins com els femenins. La resta del cos no es modela perquè el pal va cobert amb un vestit que acaba de dissenyar la personalitat del titella. Els personatges caracteritzats són un reflex de l'època. Així algunes són representacions de déus tradicionals, però també hi ha representacions de Bob Marley o de personatges polítics actuals.
Pel que fa al cas dels animals, aquestos són simples màscares-cimera a l'estil de les cimeres cimeres Ci-Uara bamana que cobertes per teles o palla són portades per un dansaire que balla amb un o diversos acompanyants humans.